# Hoploscopa matheae
Hoploscopa matheae is een vlinder uit de familie van de grasmotten (Crambidae), uit de onderfamilie van de Hoploscopinae. De wetenschappelijke naam van deze soort is voor het eerst gepubliceerd in 2020 door Théo Léger en Matthias Nuss.
De voorvleugellengte is 10 millimeter.
De soort is komt voor in Maleisië (Cameron Highlands en Sabah), Brunei en Indonesië (Java) tussen 1300 en 1600 meter boven zeeniveau.